# 馬萬里
馬萬里 MP（1960年10月24日—）是一位加拿大政治家，自2015年起担任加拿大下议院列治文山选区国会议员。他是自由党党员。此外，他也是第一位具有伊朗血统的聯邦的初選及大選候選人，更是第一位生於伊朗且具有伊朗血统的國會議員。乔哈里是首批两名伊朗裔加拿大议会议员之一，另一位是阿里·埃萨西。 

## 學歷和生涯
馬萬里於懷雅遜大學獲得工業工程学士学位，隨後更在約克大學舒立克商學院獲得工商管理硕士學位。
他於1995至1999年間獲得了專業工程師牌照，並創立了自己的精品咨询公司。 
從政前，馬萬里提倡以科技推動大企業轉型。 
2015年聯邦大選期間，馬萬里獲知他因為在轉行時沒有續牌而不被允許使用「工程师」這個限制性頭銜。為此，馬萬里向了工程業界正式道歉，並向安省專業工程師教育基金捐出了$5000加元，為正在考取牌照的工程學生提供獎學金。 

## 第42屆國會
馬萬里於2014年9月7日被自由黨提名為該黨在列治文山選區的候選人 ，並在隨後的2015年聯邦大選中當選為該區的國會議員。 在那一屆國會期間，馬萬里創立了議會心理健康黨團，並成為了該黨團的主席。此外，他也被委任為工業、科學及技術委員會和政府運作委員會的成員。他也曾是加中立法协会、加日跨議會小组以及加拿大北约國會協會的成员。 

## 第43屆國會
馬萬里在2019年加拿大聯邦大選中僅以212票的優勢擊敗保守黨候选人馬國基連任。在第 43 届國會期间，他發起了一项私人議案，即 C-207號草案，即《刑法典修正案（判前报告）》，該草案提出將與量刑目的相關的罪犯精神狀態納入判前报告中，但该法案并未付诸表决。 

## 第44屆國會
馬萬里在2021年加拿大聯邦大選中再次連任，這次以4,069票的優勢再次擊敗馬國基。 